# XQ-58 (航空機)
XQ-58 ヴァルキリー
XQ-58 ヴァルキリーの初飛行（2019年3月5日）
- 用途：UCAV
- 分類：実験用航空機
- 製造者：クラストディフェンス＆セキュリティソリューション（英語版）
- 運用者： アメリカ合衆国（アメリカ空軍）
 ドイツ（ドイツ空軍・2029年予定）[1]
- 初飛行：2019年3月5日
- 運用状況：開発中

クラトス XQ-58 ヴァルキリー（英語: Kratos XQ-58 Valkyrie）は、アメリカ空軍の安価損耗型攻撃実証機（LCASD：Low Cost Attritable Strike Demonstrator）プログラムのために、クラトスディフェンス＆セキュリティソリューション によって設計および製造された実験的なステルス無人戦闘航空機（UCAV）である。空軍研究所の安価損耗型航空機技術（LCAAT：Low Cost Attritable Aircraft Technology）プロジェクトポートフォリオ下で、当初はXQ-222と呼ばれた。2019年3月5日に、ヴァルキリーは、アリゾナ州のユマ試験場で初飛行を行い無事に完了した。

## 設計と開発

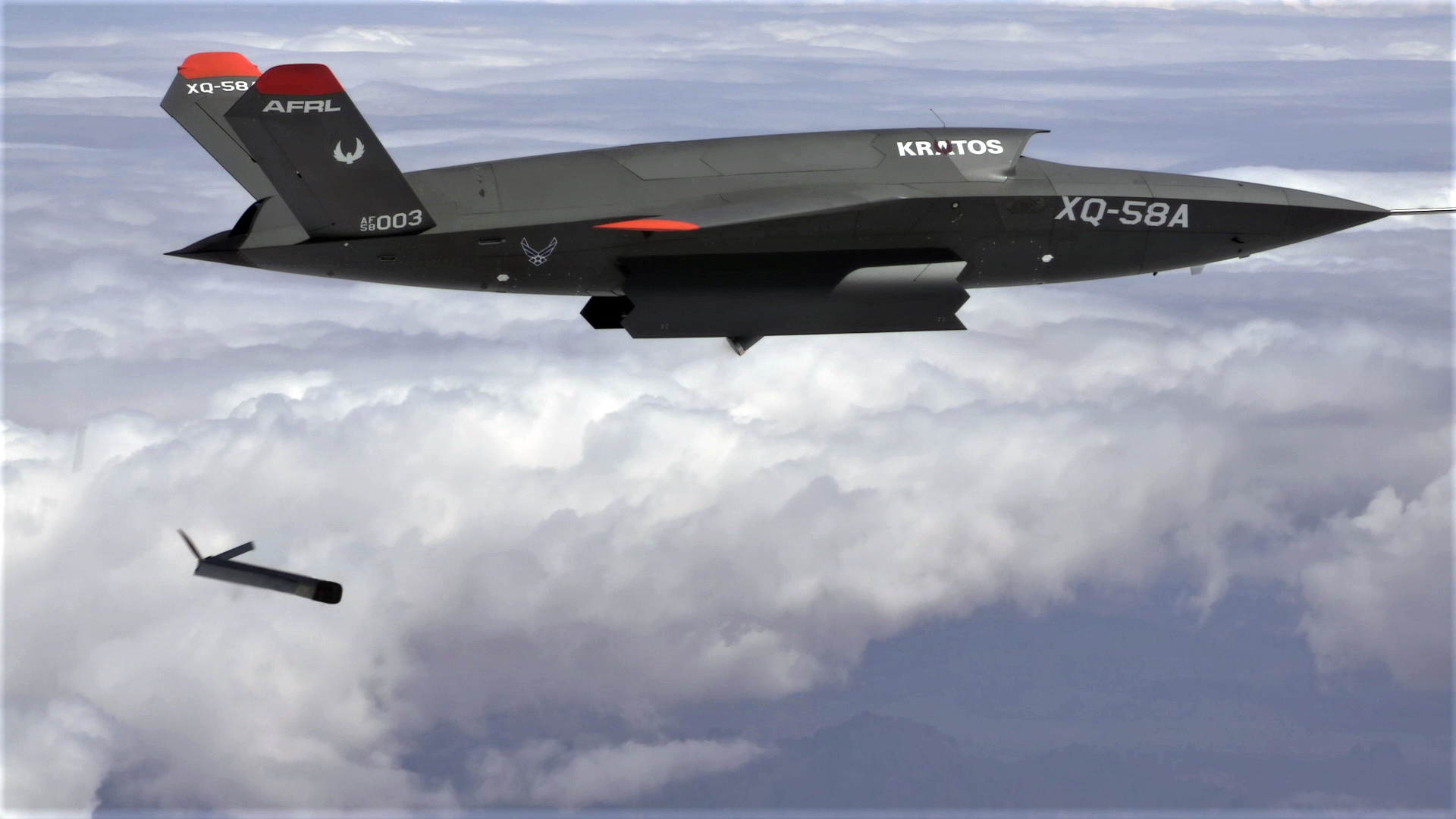
XQ-58ヴァルキリーがアルティウス-600無人航空機を発進

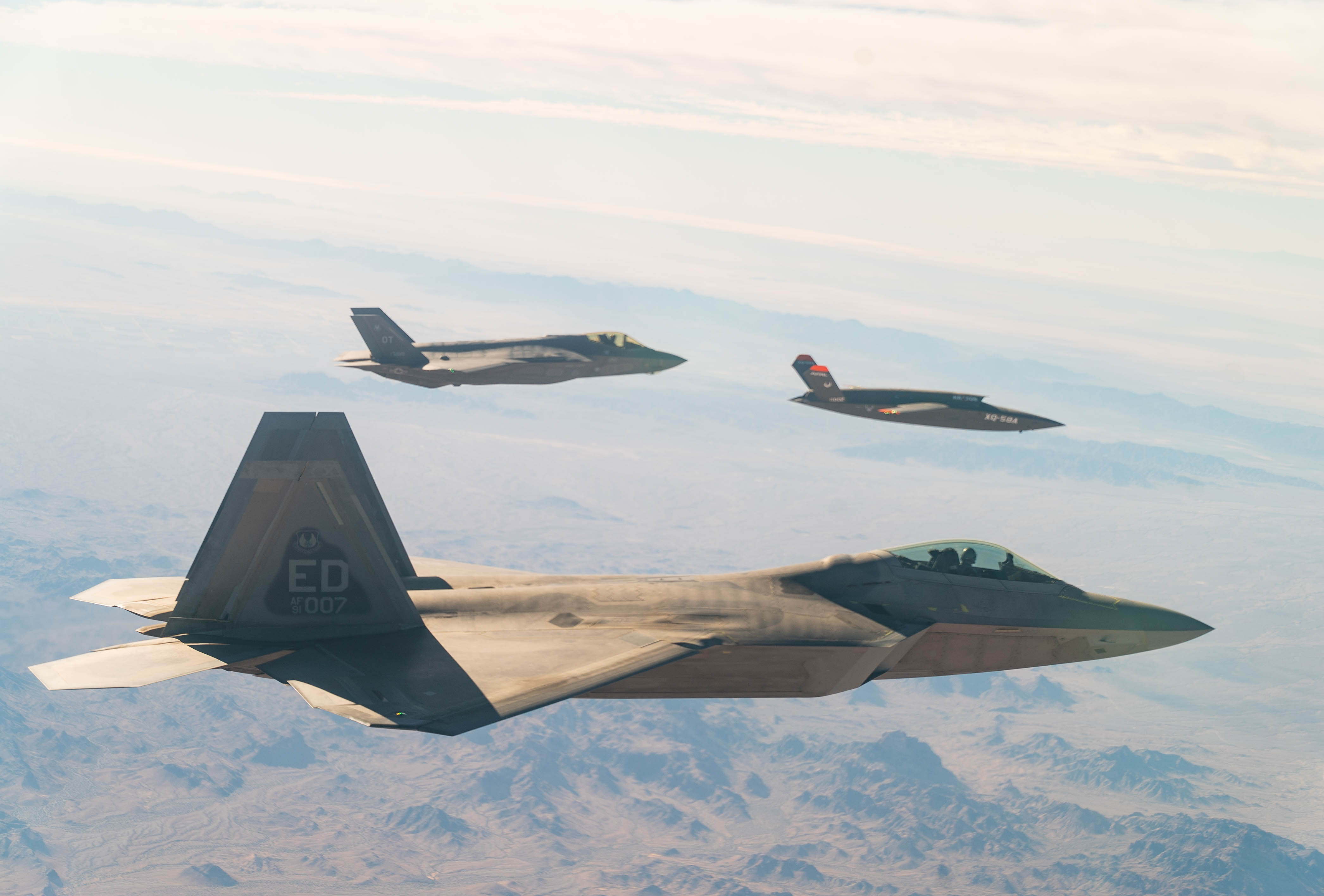
F-22ラプターとF-35AライトニングIIと編隊飛行するXQ-58Aヴァルキリー

XQ-58 ヴァルキリーは、 空軍研究所のLCASDポートフォリオに含まれる。その目的には、より優れた設計ツールを開発し、商用製造プロセスを成熟および活用して製造時間とコストを削減することにより、無人戦闘機（UCAV）をより迅速に設計および構築することが含まれる。。LCAATの役割は、戦闘任務中にF-22またはF-35を護衛し、武器または監視システムを配備できるようにすることである。
XQ-58は、親航空機によって制御される「忠実なウィングマン」として機能するように設計されており、偵察などのタスクの実行、また攻撃された場合に敵からの攻撃を防御する。
また、直接パイロット制御の有無にかかわらず、ドローンの編隊の一部として展開する必要がある。
チャインエッジ、V字尾翼、Sダクトエアインテークを備えた台形胴体によるステルステクノロジーを備えている。
初飛行は契約締結から約2年半で行われた。システムの機能性、空力性能、打ち上げおよび回復システムを評価するために、合計5つのテスト飛行が2つのフェーズで計画されている。
2020年7月23日、空軍はクラトス、ボーイング、ノースロップ・グラマンとゼネラル・アトミックスと契約を締結し、敵対的な環境での戦闘機として戦闘での損失を維持するのに十分安価で有人機を支援できる無人のウィングマンを配置する取り組みであるスカイボーグプログラムを競うことを各社に許可した。クラトスはXQ-58を提供機として使用できるが、LCASDプログラム下で個別に開発され、別の機体が提供される可能性がある。
2020年12月7日に、クラトスはボーイングおよびゼネラルアトミックとともにさらに選抜された。提供される機体は、2021年7月の飛行試験のために2021年5月までに提供される予定。
2021年3月26日、XQ-58Aは6回目のテスト飛行を完了し、内部の兵器ベイのドアを初めて開き、27 lb (12 kg)Area-I アルティウス-600 小型無人航空機システム（UAS）を公開した。

## 仕様

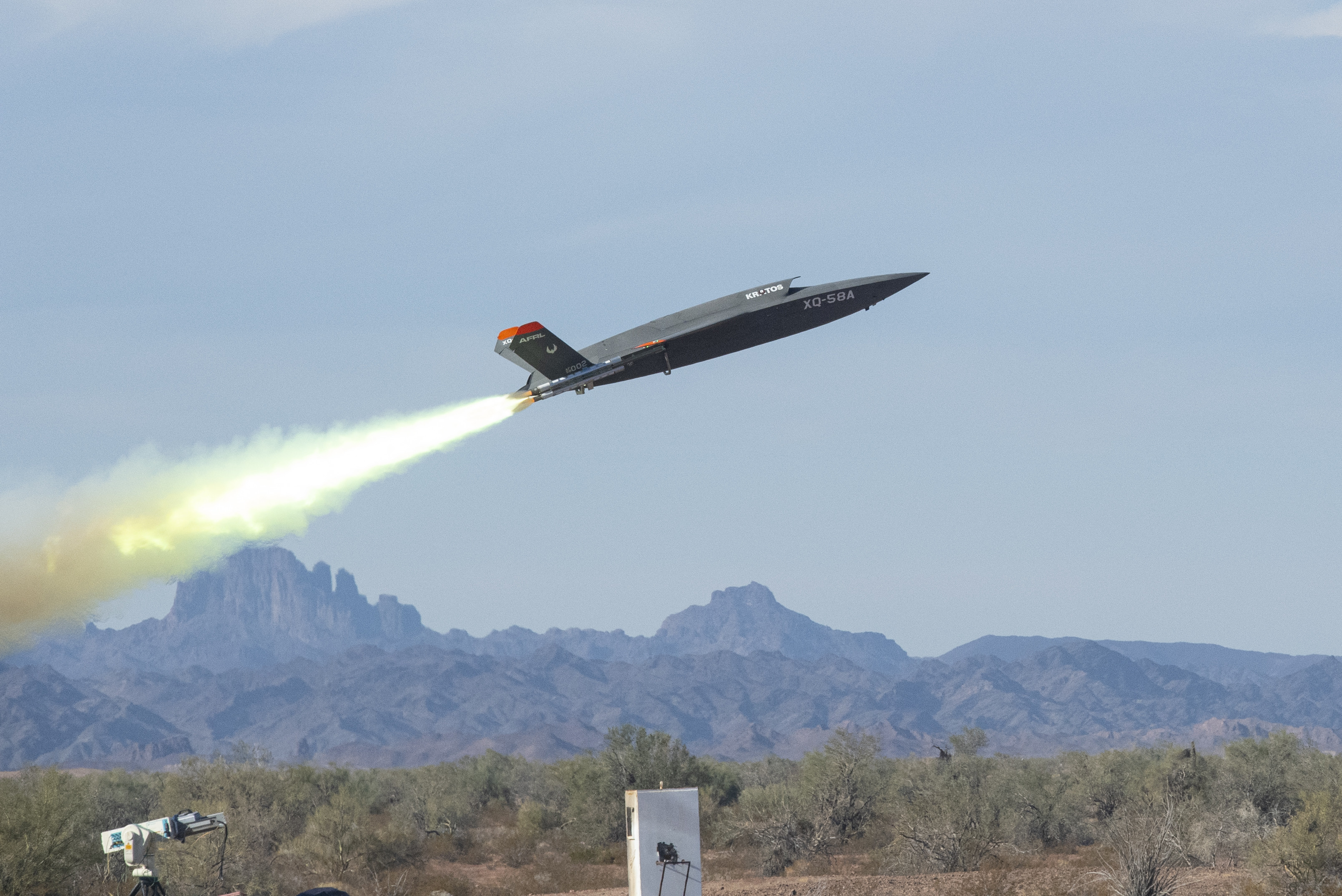
ラグーナ陸軍飛行場から離陸する2番目のXQ-58ヴァルキリー。

一般的な特性
- 全長: 28 ft 10 in (8.8 m)
- 翼幅: 22 ft 0 in (6.7 m)

パフォーマンス
- 最高速度: 567 kn (652 mph, 1,050 km/h)
- 最高速度: Mach 0.85
- 航続距離: 2,128 nmi (2,449 mi, 3,941 km)
- 上昇限度: 44,997 ft (13,715 m)

武装
- ハードポイント: 8: 2つのウェポンベイ内に 各4ヶ所 -　各最大容量 550 lb (250 kg),
- 爆弾: JDAM、GBU-39
- ポータブルドローン:アルティウス-600 ドローン